# Gnu brunatne
Gnu brunatne (Connochaetes gnou) – gatunek kopytnego ssaka z rodziny wołowatych. Jest mniejsze i żyjące w mniej licznych stadach niż gnu pręgowane.

## Występowanie
Występuje endemicznie na terenie RPA na stepach. Ich populacja liczy około 11 tysięcy osobników. 

## Charakterystyka

### Morfologia
Osiąga wysokość w kłębie do 120 cm, a długość jego ciała wynosi od 175 do 240 cm. Ma także długi ogon mierzący 70-100cm. Osiąga wagę 110-157 kg. Ma ciemnobrunatną sierść, która latem staje się jaśniejsza. Na brodzie i podgardlu długie czarne włosy. Ma także biały biały ogon na końcówce. Długie zakrzywione rogi występują u obojga płci.

### Dieta
Są roślinożerne. Żywią się liśćmi krzewów oraz trawami. Badania wykazały, że trawa stanowi 90% ich diety. 

### Rozmnażanie
Ich sezon rozrodczy zaczyna się pod koniec pory deszczowej i trwa od lutego do kwietnia. Ciąża trwa około 8 miesięcy i zwykle rodzi się jedno młode. Jest ono w stanie samodzielnie stać kilka minut po porodzie. Młode często są porzucane kilka tygodni po urodzeniu. Osiągają dojrzałość płciową w wieku od 1,5 do 3 lat, zależnie od płci.

### Styl życia
Żyją w stadach, które zwykle liczą 14-32 osobników, jednak zaobserwowano również stada przekraczające 300 zwierząt. Hierarchia jest ustalona poprzez dominację, którą ustala się uderzając głowami.    
Roczne samce, które nie zostały porzucone, są wypędzane ze stada. Obszar jednego stada to zwykle około 100 ha zależnie od dostępności pożywienia. 
Osiągają wiek do 20 lat.

## Ochrona
Przez nadmierne polowania oraz zajmowanie uch siedlisk pod uprawy, gatunek ten znacząco zmniejszał swoją liczebność. Posiada status LC, jednak obecnie występuje on jedynie na zamkniętych obszarach łowisk oraz ogrodów zoologicznych.